# Lyssavirus
A Lyssavirus a Rhabdoviridae víruscsalád egyik nemzetsége. Legismertebb tagja (egyben típusfaja) a veszettségvírus. Az ide tartozó fajok különböző emlősöket (elsősorban denevéreket) fertőznek meg. A nemzetség nevét a téboly görög istennőjéről, Lüsszáról kapta.

## Taxonómia
A nemzetségbe 18 ismert faj tartozik (2024):
- Aravan-vírus (L. aravan)
- Ausztrál denevér-lyssavírus (L. australis)
- Bokelohi denevér-lyssavírus (L. bokeloh)
- Duvenhage-vírus (L. duvenhage)
- Európai denevér-lyssavírus 1 (L. hamburg)
- Európai denevér-lyssavírus 2 (L. helsinki)
- Gannoruwai denevér-lyssavírus (L. gannoruwa)
- Ikoma-lyssavírus (L. ikoma)
- Irkut-vírus (L.  irkut)
- Khujand-vírus (L. khujand)
- Kotalahti denevérvírus (L. kotalahti)
- Lagoszi denevérvírus (L. lagos)
- Lleidai denevér-lyssavírus (L. lleida)
- Mokola-vírus (L. mokola)
- Nyugat-kaukázusi denevérvírus (L. caucasicus)
- Shimoni denevérvírus (L. shimoni)
- Tajvani denevérvírus (L. formosa)
- Veszettségvírus (L. rabies, típusfaj)

## Biológiája
A lyssavírusok lipidburokkal rendelkező, kb. 180 nanométer hosszú és 75 nm átmérőjű, töltény formájú vírusok. A henger alakú virion egyik vége lapos, a másik lekerekített. Helikális felépítésűek, vagyis egymás után csigavonalban sorakozó azonos alegységekből állnak. Hasonló szerkezet többnyire inkább a növények vírusaira jellemző.
Kívülről lipidburok borítja, ami a gazdasejt sejtmembránjából származik; ebbe számtalan tüske formájú glikoprotein ágyazódik. Ez alatt helyezkedik el a mátrixproteinek helikálisan elrendeződő rétege, alattuk pedig a szintén csigavonalszerű elrendeződésű, proteinnel stabilizált RNS-genom, a ribonukleoprotein (RNP). Egyes elképzelések szerint a mátrixprotein a vírusrészecske belsejét tölti ki.
Genomjuk kb. 11 ezer bázis hosszúságú, negatív szenzitású (közvetlen fehérjeátírást nem megengedő), egyszálú, lineáris RNS. Öt gént kódol: polimeráz (L), mátrixprotein (M), foszfoprotein (P), nukleoprotein (N), glikoprotein (G). A foszfoprotein génjén öt különböző helyen is kezdődhet az átírás, öt különböző hosszúságú fehérjét eredményezve. 

## Életciklusa
A lyssavírusok jellemzően az idegrendszer sejtjeit támadják meg, amelyekhez a virion felszínén található G-glikoprotein  segítségével kapcsolódnak. A vírus a sejtek citoplazmájában szaporodik. Egyszálú, negatív szenzitású RNS-ét kettős szálúra egészíti ki, a másik szálat pedig a sejt mRNS-ét utánozva "sapkával" és poliadenilát-farokkal látja el. Erről a szálról történik a fehérjeszintézis, majd a genom replikációja. A gazdasejtből bimbózással szabadul ki. Gazdaszervezetei elsősorban a denevérek, esetleg kisragadozók. A fertőzés jellemzően harapással terjed.
A nemzetség tagjai közül messze a veszettségvírus a legelterjedtebb, az egész világon előfordulhat és számos emlősfajt képes megfertőzni. A többi faj jóval válogatósabb a gazdaszervezetet illetően. A Mokola-vírus kivételével valamennyi faj elsődleges gazdája a denevér.

## Evolúciója
A lyssavírusokat három filogenetikai csoportba sorolják:
- 1. csoport - veszettségvírus, Aravan-vírus, ausztrál denevér-lyssavírus, bokelohi denevér-lyssavírus, Duvenhage-vírus, Európai denevér-lyssavírus 1 és 2, gannoruwa denevér-lyssavírus, Irkut-vírus és Khujand-vírus.
- 2. csoport - lagosi denevérvírus, Mokola-vírus és Shimoni denevérvírus
- 3. csoport - Ikoma-lyssavírus, lleidai denevér-lyssavírus és nyugat-kaukázusi denevérvírus.

Összehasonlításukból kiderül, hogy a legnagyobb diverzitás Afrikában található; ennek ellenére egy 153 törzset összehasonlító vizsgálat arra a következtetésre jutott, hogy a nemzetség 85%-os valószínűséggel Eurázsiából a palearktikus zónából származhat és a kiindulási faj denevéreket fertőzött meg. Közös ősük korát nem sikerült megnyugtatóan megállapítani, a számítások eredményei 4 ezer és 166 ezer év között szórnak. Az eurázsiai denevérfajok (illetve közös őseik) több millió éve léteznek, így a vírusok nem velük együtt fejlődtek, hanem utóbb választották őket gazdaszervezetül.

## Fordítás
- Ez a szócikk részben vagy egészben  a   Lyssavirus című angol Wikipédia-szócikk ezen változatának fordításán alapul.  Az eredeti cikk szerkesztőit annak laptörténete sorolja fel. Ez a jelzés csupán a megfogalmazás eredetét és a szerzői jogokat jelzi, nem szolgál a cikkben szereplő információk forrásmegjelöléseként.